# 崙子腳 (埔鹽鄉)
崙子腳 ，原寫為崙仔腳，是臺灣彰化縣埔鹽鄉的一個傳統地域名稱，位於該鄉中部偏東南。相較於今日行政區，其範圍大致包括豐澤村、崑崙村、角樹村。

## 歷史
台灣清治末期至日治初期，崙子腳地區為一街庄，稱為「崙仔腳庄」，隸屬於馬芝堡。該庄北與埔鹽庄為鄰，東與南港庄為鄰，南邊為三塊厝庄、四塊厝庄、頂藔庄，西邊為南勢埔庄。
1901年（日治明治三十四年）11月，該庄隸屬於彰化廳。1909年（明治四十二年）10月，改隸屬於臺中廳。1920年（大正九年），該庄改制並雅化為「崙子腳」大字，隸屬於臺中州員林郡埔鹽庄，大字下有「崙子腳」、「角樹腳」小字名。
戰後埔鹽庄改制為埔鹽鄉，隸屬於彰化縣，大字亦改制為村。

## 交通
省道台19線（彰水路一段）又稱「中央公路」，為彰化至台南永康的幹道，大致以縱向經過崙子腳地區中部，往北可前往埔鹽市區、秀水、彰化，往南可前往溪湖、土庫、北港等地。
縣道135號（員鹿路一段）是和美至溪湖的道路，大致以北北西－南南東走向經過本地區西部，往北可前往鹿港、頂番婆、和美，往南可前往溪湖。